# Comunità di artisti

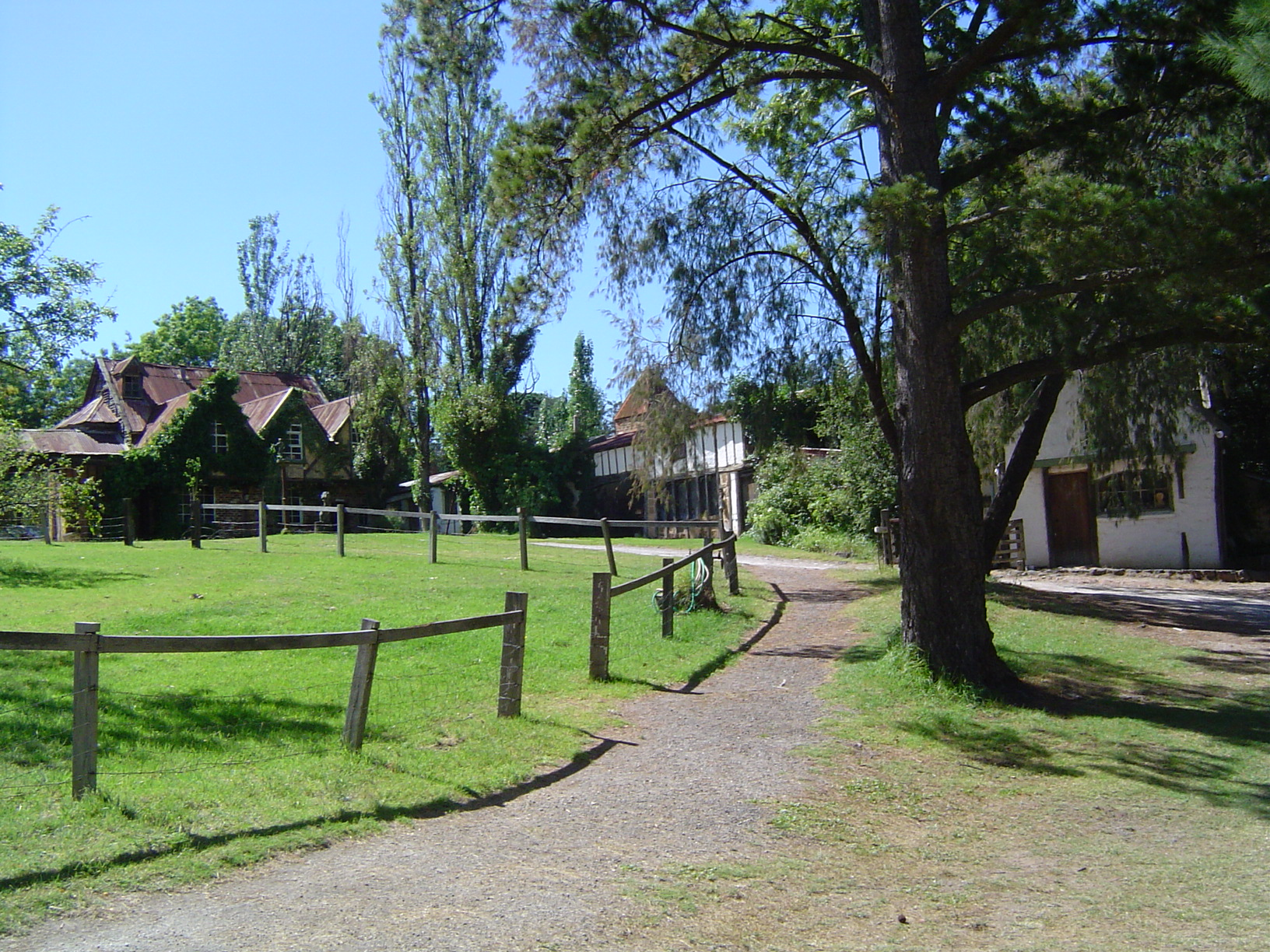
Colonia di artisti a Montsalvat (Australia)

Una comunità o colonia di artisti è un gruppo chiuso in cui diversi professionisti dell'arte si ritirano dalla società per dedicarsi al loro lavoro. 
Solitamente, le colonie di artisti sono composte da artisti figurativi (pittori, scultori, artefici di arti applicate, ecc.), anche se in alcuni casi possono entrare a farne parte poeti, scrittori, musicisti e altri tipi di professionisti, ed è possibile aderirvi pagando una tassa per disporne dei servizi che esse offrono. Nella maggior parte dei casi, le colonie di artisti hanno tuttavia vita breve. Secondo varie fonti, la prima colonia di artisti fu la scuola di Barbizon, che risale agli anni venti dell'Ottocento.